# Vasili Vatagin

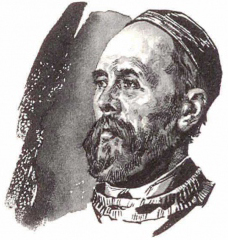
Vasily Alekseyevich Vatagin

Vasili Aleksejevitsj Vatagin (Russisch: Васийли Алексеевич Ватагин) (Moskou, 20 december 1883 – aldaar, 31 mei 1969) was een Russische en Sovjet natuurkunstenaar die aan verschillende media werkte en schilderijen, beeldhouwwerken, reliëfs en illustraties produceerde. Zijn werken zijn gebruikt in boeken en zijn in veel instellingen in Rusland te vinden. Hij was een professor aan de Moskouse Hogere School voor Kunst en Industrie.

## Biografie
Vatagin werd geboren in Moskou, waar zijn vader een schoolleraar was. Hij studeerde kunst in 1898 onder N.A. Martynov terwijl hij zoölogie studeerde. Hij promoveerde in de zoölogie en studeerde twee jaar aan de kunstacademie van Konstantin Joeon. Daarna werkte hij samen met de ornitholoog Mikhail Aleksandrovich Menzbier om zijn boeken te illustreren.
Vanaf 1908 begon hij in verschillende media te werken en leerde enige tijd beeldhouwen en lithografie in Berlijn. Hij werd lid van de Moskouse kunstenaarsvereniging (1911) en de Vereniging van Russische Beeldhouwers. Hij hield zijn eerste tentoonstelling in 1909. Hij reisde door Europa en Azië en bracht in 1913-1914 enige tijd door in India en Ceylon. Hij werd vergezeld door de kinderboekenschrijver Alexander "Cheglok" (geboren Alexander Usov).
Vatagin werkte kort aan raciale en antropologische thema's. Terwijl hij in 1926 in Berlijn was, verbleef hij bij Nikolay Timofeev-Ressovsky. Tussen 1924 en 1929 maakte hij maskers van de mensen van de Sovjet-Unie voor het Museum voor Volkenkunde in Moskou.
In 1913 trouwde hij met Antonina Nikolaevna, dochter van de kunstenaar Antonina Rzhevskaya née Popova (1861-1934) en Nikolai Fedorovich Rzhevskij. Ze hadden twee dochters; Irina en Natalia.
Vatagin illustreerde veel boeken die door anderen waren geschreven of vertaald. Deze omvatten de werken van Kipling, Tolstoj en Ernest Seton Thompson. Hij schreef ook een boek over dierenkunst met de titel "Image of an Animal. Notes of the Animalist" (1957). Hij leidde vele andere kunstenaars op, waaronder D. Gorlov, G. Nikolsky, V. Smirin en V. Trofimov.
In het Staatsmuseum Darwin in Moskou maakte hij onder leiding van Aleksandr Kots een aantal sculpturen en panelen.
Hij stierf op 31 mei 1969 in Moskou en werd begraven in de stad Taroesa.